# Яжимовський Степан
Степан Яжимо́вський (нар. 1850 — пом. 1890, Львів) — польський скульптор.

## Біографія
Народився у 1850 році. Навчався у Кракові, з 1872 року у Мюнхені та Парижі. Жив у Львові.
Помер у Львові у 1890 році. Похований на Личаківському цвинтарі.

## Творчість
Твори:
- барельєфна композиція «Чума» (1873);
- композиція на тему казки «Троянда з колючками», «Скрипаль».